# Dicliptera
Dicliptera, biljni rod iz porodice primogovki smješten u tribus Justicieae, dio potporodice Acanthoideae. Sastoji se od 222 vrste iz tropskog i suptropskog Starog i Novog svijeta. Opisan je u Ann. Mus. Natl. Hist. Nat. 9: 267–269. 1807.

## Opis
Jednogodišnje ili višegodišnje zeljasto bilje ili polugrmovi. Cvat aksilarni, sastoji se od kišobranastih monohazičnih cimesa. Primarni brakteji lisnati. Čaška 5-režnjevita; režnjevi podjednaki ili za jedan režnj duži. Vjenčić s dvije usne, zatvoren unutar 2 nasuprotna brakteja, resupinatiran, s jasno uvijenom cijevi; usna u gornjem položaju 3-nazubljena s nejasnim rubom; usna u donjem položaju cijela ili izbočena. Prašnici 2; prašnici 2-tekusni, šiljasti, izbočeni; staminodi 0. Jajnik 2-lokularan.

## Vrste
1. Dicliptera abuensis Blatt.
2. Dicliptera acuminata (Ruiz & Pav.) Juss.
3. Dicliptera albicaulis (S.Moore) S.Moore
4. Dicliptera albocostata Bremek.
5. Dicliptera alternans Lindau
6. Dicliptera andamanica (C.B.Clarke) comb.ined.
7. Dicliptera angolensis S.Moore
8. Dicliptera anomala Leonard
9. Dicliptera antidysenterica A.Molina
10. Dicliptera aripoensis (Britton) Leonard
11. Dicliptera armata F.Muell.
12. Dicliptera arnhemica R.M.Barker
13. Dicliptera australis (Nees) R.M.Barker
14. Dicliptera baphica Nees
15. Dicliptera batilliformis Leonard
16. Dicliptera beddomei C.B.Clarke
17. Dicliptera betonicoides S.Moore
18. Dicliptera brachiata (Pursh) Spreng.
19. Dicliptera bracteata Seem.
20. Dicliptera brassii (R.M.Barker) comb.ined.
21. Dicliptera brevispicata I.Darbysh.
22. Dicliptera bupleuroides Nees
23. Dicliptera burmanni Nees
24. Dicliptera cabrerae C.Ezcurra
25. Dicliptera callichlamys Mildbr.
26. Dicliptera canescens Nees
27. Dicliptera capensis Nees
28. Dicliptera capitata Milne-Redh.
29. Dicliptera caracasana Nees
30. Dicliptera carvalhoi Lindau
31. Dicliptera caucensis Leonard
32. Dicliptera caudatifolia (Merr.) Pelser
33. Dicliptera cernua (Nees) J.C.Manning & Goldblatt
34. Dicliptera chinensis (L.) Juss.
35. Dicliptera cicatricosa I.Darbysh.
36. Dicliptera ciliaris Juss.
37. Dicliptera ciliata Decne.
38. Dicliptera clarkei Elmer
39. Dicliptera clavata (G.Forst.) Juss.
40. Dicliptera cleistogama J.R.I.Wood
41. Dicliptera cliffordii (K.Balkwill) J.C.Manning & Goldblatt
42. Dicliptera clinopodia Nees
43. Dicliptera cochabambensis Lindau
44. Dicliptera colorata C.B.Clarke
45. Dicliptera compacta Leonard
46. Dicliptera congesta Kunth
47. Dicliptera contorta (Blanco) Merr.
48. Dicliptera cordatibractea (Merr.) Pelser
49. Dicliptera cordibracteata I.Darbysh.
50. Dicliptera cuatrecasasii Leonard
51. Dicliptera cubangensis S.Moore
52. Dicliptera cundinamarcana Wassh.
53. Dicliptera cuneata Nees
54. Dicliptera debilis Leonard
55. Dicliptera decaryi Benoist
56. Dicliptera decorticans (K.Balkwill) I.Darbysh.
57. Dicliptera dodsonii Wassh.
58. Dicliptera dorrii Wassh.
59. Dicliptera eenii S.Moore
60. Dicliptera effusa Balf.f.
61. Dicliptera ehrenbergii Lindau
62. Dicliptera elegans W.W.Sm.
63. Dicliptera elliotii C.B.Clarke
64. Dicliptera elongata (Benoist) comb.ined.
65. Dicliptera eriantha Decne.
66. Dicliptera extenta S.Moore
67. Dicliptera falcata (Lam.) Bosser & H.Heine
68. Dicliptera falciflora Lindau
69. Dicliptera felix J.R.I.Wood
70. Dicliptera fera (C.B.Clarke) Karthik. & Moorthy
71. Dicliptera fionae K.Balkwill
72. Dicliptera floribunda (Hemsl.) comb.ined.
73. Dicliptera floribunda Eastw.
74. Dicliptera foetida (Forssk.) Blatt.
75. Dicliptera forsteriana Nees
76. Dicliptera fragilis Bremek.
77. Dicliptera francodavilae Cornejo, Wassh. & Bonifaz
78. Dicliptera frondosa (Vahl) Juss.
79. Dicliptera fruticosa K.Balkwill
80. Dicliptera garciae Leonard
81. Dicliptera gillilandiorum (K.Balkwill) I.Darbysh.
82. Dicliptera glabra Decne.
83. Dicliptera gracilirama Costa-Lima & E.C.O.Chagas
84. Dicliptera gracilis Leonard
85. Dicliptera granchaquenha Costa-Lima & E.C.O.Chagas
86. Dicliptera grandibracteata (Lindau) J.C.Manning & Goldblatt
87. Dicliptera grandiflora Gilli
88. Dicliptera granvillei Wassh.
89. Dicliptera guttata Standl. & Leonard
90. Dicliptera haenkeana Nees
91. Dicliptera harlingii Wassh.
92. Dicliptera hastilis Benoist
93. Dicliptera haughtii Leonard
94. Dicliptera hensii Lindau
95. Dicliptera hereroensis Schinz
96. Dicliptera heterostegia Nees
97. Dicliptera hookeriana Nees
98. Dicliptera hyalina Nees
99. Dicliptera imbricata Leonard
100. Dicliptera inaequalis Greenm.
101. Dicliptera inconspicua I.Darbysh.
102. Dicliptera induta W.W.Sm.
103. Dicliptera insularis Benoist
104. Dicliptera interrupta Blume
105. Dicliptera inutilis Leonard
106. Dicliptera iopus Lindau
107. Dicliptera japonica (Thunb.) Makino
108. Dicliptera javanica Nees
109. Dicliptera jujuyensis Lindau ex R.E.Fr.
110. Dicliptera katangensis De Wild.
111. Dicliptera knappiae Wassh.
112. Dicliptera krugii Urb.
113. Dicliptera kurzii C.B.Clarke
114. Dicliptera lanceolaria (Roxb.) Karthik. & Moorthy
115. Dicliptera lanceolata (Lindau) I.Darbysh. & Kordofani
116. Dicliptera lancifolia (Merr.) Pelser
117. Dicliptera latibracteata I.Darbysh.
118. Dicliptera laxata C.B.Clarke
119. Dicliptera laxispica Lindau
120. Dicliptera leandrii Benoist
121. Dicliptera leistneri K.Balkwill
122. Dicliptera leonotis Dalzell ex C.B.Clarke
123. Dicliptera longiflora Hayata
124. Dicliptera longifolia (King & Prain ex Prain) Karthik. & Moorthy
125. Dicliptera lugoi Wassh.
126. Dicliptera maclearii Hemsl.
127. Dicliptera maculata Nees
128. Dicliptera madagascariensis Nees
129. Dicliptera magaliesbergensis K.Balkwill
130. Dicliptera magnibracteata Collett & Hemsl.
131. Dicliptera martinicensis (Jacq.) Juss.
132. Dicliptera megalochlamys Leonard
133. Dicliptera melleri Rolfe
134. Dicliptera membranacea Leonard
135. Dicliptera mercedesiae R.Villanueva, Wassh. & Rob.Fern.
136. Dicliptera minbuensis Bor
137. Dicliptera minor C.B.Clarke
138. Dicliptera minutifolia Ensermu
139. Dicliptera miscella R.M.Barker
140. Dicliptera monosemaeophora (Bremek.) comb.ined.
141. Dicliptera monroi S.Moore
142. Dicliptera montana Lindau
143. Dicliptera moritziana S.Schauer
144. Dicliptera mucronata Urb.
145. Dicliptera mucronifolia Nees
146. Dicliptera muelleriferdinandi Lindau
147. Dicliptera multiflora (Ruiz & Pav.) Juss.
148. Dicliptera namibiensis (K.Balkwill) J.C.Manning & Goldblatt
149. Dicliptera napierae E.A.Bruce
150. Dicliptera nasikensis Lakshmin. & B.D.Sharma
151. Dicliptera neesii (Trimen) L.H.Cramer
152. Dicliptera nervata Greenm.
153. Dicliptera nilotica C.B.Clarke
154. Dicliptera novogaliciana T.F.Daniel
155. Dicliptera nyangana I.Darbysh.
156. Dicliptera obtusifolia Urb.
157. Dicliptera ochrochlamys Leonard
158. Dicliptera pallida Leonard
159. Dicliptera palmariensis Wassh. & J.R.I.Wood
160. Dicliptera paniculata (Forssk.) I.Darbysh.
161. Dicliptera pantjarensis (Hochr.) comb.ined.
162. Dicliptera paposana Phil.
163. Dicliptera papuana Warb.
164. Dicliptera parvibracteata Nees
165. Dicliptera peduncularis Nees
166. Dicliptera peguensis R.Kr.Singh
167. Dicliptera peruviana (Lam.) Juss.
168. Dicliptera pilosa Kunth
169. Dicliptera podocephala Donn.Sm.
170. Dicliptera porphyrea Lindau
171. Dicliptera porphyrocoma Leonard
172. Dicliptera procumbens Humb. ex Link
173. Dicliptera pubescens (Vahl) Juss.
174. Dicliptera pumila (Lindau) Dandy ex Brenan
175. Dicliptera purpurascens Wassh. & J.R.I.Wood
176. Dicliptera pyrrantha Leonard
177. Dicliptera quintasii Lindau
178. Dicliptera rauhii Wassh.
179. Dicliptera raui Karthik. & Moorthy
180. Dicliptera reptans Nees
181. Dicliptera resupinata (Vahl) Juss.
182. Dicliptera riparia Nees
183. Dicliptera rosea Ridl.
184. Dicliptera samoensis Seem.
185. Dicliptera sanctae-martae Leonard
186. Dicliptera saxicola J.R.I.Wood
187. Dicliptera scabra Nees
188. Dicliptera scandens Leonard
189. Dicliptera sciadephora Donn.Sm.
190. Dicliptera scutellata Griseb.
191. Dicliptera sebastinei Karthik. & Moorthy
192. Dicliptera serpenticola (K.Balkwill & Campb.-Young) I.Darbysh.
193. Dicliptera sexangularis (L.) Juss.
194. Dicliptera siamensis J.B.Imlay
195. Dicliptera sparsiflora (Nees) Nees
196. Dicliptera spicata Decne.
197. Dicliptera squarrosa Nees
198. Dicliptera srisailamica Rasingam, Nethaji & Susmitha
199. Dicliptera strigosa (C.Y.Wu & H.S.Lo) comb.ined.
200. Dicliptera suffruticosa J.R.I.Wood
201. Dicliptera sumichrastii Lindau
202. Dicliptera swynnertonii S.Moore
203. Dicliptera syringifolia Merxm.
204. Dicliptera taroemensis (Hochr.) comb.ined.
205. Dicliptera teklei (Ensermu) comb.ined.
206. Dicliptera thlaspioides Nees
207. Dicliptera tianmuensis (H.S.Lo) comb.ined.
208. Dicliptera tinctoria (Nees) Kostel.
209. Dicliptera tomentosa (Vahl) Nees
210. Dicliptera transvaalensis C.B.Clarke
211. Dicliptera trianae Leonard
212. Dicliptera trifurca Oerst.
213. Dicliptera undulata (Vahl) Karthik. & Moorthy
214. Dicliptera unguiculata Nees ex Benth.
215. Dicliptera velata Seem.
216. Dicliptera verticillata (Forssk.) C.Chr.
217. Dicliptera vestita Benoist
218. Dicliptera viridis Hassk.
219. Dicliptera vollesenii I.Darbysh.
220. Dicliptera welwitschii S.Moore
221. Dicliptera yunnanensis (W.W.Sm.) comb.ined.
222. Dicliptera zambeziensis I.Darbysh.